# Philip Rivers
Philip Rivers (* 8. Dezember 1981 in Decatur, Alabama) ist ein ehemaliger US-amerikanischer American-Football-Spieler. Er spielte als Quarterback in der National Football League (NFL). Von 2004 bis 2019 stand er bei den San Diego/Los Angeles Chargers unter Vertrag, zuletzt spielte er 2020 für die Indianapolis Colts.

## NFL Draft
Nachdem Rivers erfolgreich College Football für das Team der North Carolina State University gespielt hatte, wurde er im NFL Draft 2004 neben Eli Manning und Ben Roethlisberger als einer der drei besten Quarterbacks angesehen. Den ersten Draft-Pick in diesem Jahr hatten die San Diego Chargers, die damit Eli Manning auswählen wollten. Manning gab aber schon vorab bekannt, dass er nicht in San Diego spielen wolle. Trotzdem wurde Eli Manning von den Chargers als erster Spieler gedraftet. Hinter den Kulissen wurde allerdings ein Tauschgeschäft mit den New York Giants abgeschlossen. Die Giants wählten Philip Rivers an vierter Position des Drafts aus und gaben ihn sowie drei weitere Draft Picks im Tausch für Eli Manning an die Chargers ab.
Dieser Tausch am Tag des Drafts wird unter Experten immer noch kontrovers diskutiert. Die Chargers konnten mit den ertauschten Draft-Picks weitere Stars wie Linebacker Shawne Merriman und Kicker Nate Kaeding draften und legten damit den Grundstein für eine erfolgreiche Zukunft. Rivers wurde außerdem schon 2006 in den Pro Bowl gewählt. Eli Manning hingegen spielte in seinen ersten Jahren fehleranfällig und wurde erst 2008 für den Pro Bowl nominiert. In der Spielzeit 2007 gewann er dafür mit den New York Giants den Super Bowl. Als erfolgreichster Erstrunden-Quarterback des NFL Drafts 2004 kann allerdings Ben Roethlisberger von den Pittsburgh Steelers angesehen werden, der schon in seiner zweiten Saison den Super Bowl gewann.

## Profikarriere
In seiner ersten Saison 2004 stieß Rivers nach langwierigen Vertragsverhandlungen erst spät zum Team und wurde daher kaum eingesetzt. Außerdem spielte Starting-Quarterback Drew Brees die bis dato beste Saison seiner Karriere, sodass Rivers kaum Chancen hatte, ihn zu verdrängen. Auch 2005 musste sich Rivers mit der Rolle als Backup zufriedengeben. Brees' Vertrag wurde aber nach der Saison 2005 nicht verlängert, stattdessen unterschrieb er einen hochdotierten Vertrag bei den New Orleans Saints. Damit wurde Rivers zum Starter, und trotz anfänglicher Zweifel konnte er in seiner ersten vollständigen Saison 2006 überzeugen. Die Chargers erreichten, angeführt von Rivers und Runningback LaDainian Tomlinson, mit 14 Siegen und nur zwei Niederlagen das beste Ergebnis aller NFL-Teams. In den Divisional Play-offs mussten sie sich aber den New England Patriots geschlagen geben. Auch 2007 erreichte Rivers mit den Chargers die Play-offs und stieß bis ins Finale der American Football Conference (AFC) vor, wo man wieder gegen die Patriots verlor. Rivers spielte trotz einer Knieverletzung und musste sich bald nach dem Spiel einer Operation unterziehen.
Zu Beginn der Saison 2008 zählten die Chargers zu den Topfavoriten auf einen Super-Bowl-Sieg, viele Experten rechneten damit, dass Rivers zu den erweiterten MVP-Kandidaten zählen würde. Rivers’ Saison verlief hervorragend, mit einem Quarterback Rating von 105,5 und 34 Touchdowns führte er die NFL in diesen Kategorien an. Die Saison der Chargers jedoch war bei weitem nicht so gelungen, und das Team aus San Diego zog mit einem Last-Minute-Sieg über die Denver Broncos in die Play-offs ein, wo sie erst die Indianapolis Colts eindrucksvoll bezwingen konnten. Aber in der Divisional Round scheiterten sie am späteren Super-Bowl-Sieger, den Pittsburgh Steelers, mit 25:34.
Auch 2009 zählte man das Team aus Südkalifornien zu den Favoriten, und wie 2008 starteten sie relativ schwach in die Saison. Zwei Siegen standen drei Niederlagen gegenüber, doch die Chargers gewannen alle ihrer elf übrigen Spiele und schlossen die Saison mit einer 13:3 Bilanz ab. Rivers war in den Statistiken wieder ganz oben zu finden und warf 29 Touchdowns bei nur neun Interceptions und verbuchte wieder ein ausgezeichnetes Rating von 104,4.
Durch die lange Siegesserie erreichten die Chargers automatisch die Divisional Round der Play-offs, wo sie gegen die New York Jets knapp mit 14:17 verloren. Rivers warf und erlief zwar jeweils einen Touchdown, ihm unterliefen aber auch zwei kritische Interceptions.
Am 2. November 2012, dem 9. Spieltag der Saison 2012, gelangen ihm beim Sieg gegen die Kansas City Chiefs (31:13) 18 erfolgreiche Pässe bei 20 Versuchen. Nur fünf weitere Spieler konnten bei mindestens 20 Versuchen wenigstens 90 % erfolgreich zuspielen: Kurt Warner 2009 (92,3 %), Vinny Testaverde 1993 (91,3 %), Ken Anderson 1974 (90,9 %), Lynn Dickey 1981 (90,5 %) und Steve Young 1991 (90,0 %).
Im Anschluss an die Saison 2019, in der das Team mit einer Bilanz von 5–11 die Play-offs klar verpasste, kündigten die Chargers an, den auslaufenden Vertrag von Rivers nicht zu verlängern, sodass dieser mit dem Beginn der Saison 2020 zum Free Agent wurde. Rivers unterschrieb daraufhin im März einen Einjahresvertrag über 25 Millionen Dollar bei den Indianapolis Colts. Am 19. Januar 2021 gab Rivers gegenüber der San Diego Union-Tribune bekannt, dass er seine Karriere beenden würde.
Rivers wurde in seiner Karriere acht Mal in den Pro Bowl gewählt.

## Coaching-Karriere
Am 8. Mai 2020 verkündete Rivers, dass er nach seiner Karriere Head Coach für die St. Michael Catholic High School in Alabama wird.

## Privatleben
Rivers ist seit 2001 mit seiner Frau Tiffany verheiratet, mit der er seit seiner Schulzeit zusammen war, und gemeinsam haben sie zehn Kinder. Er ist gläubiger Katholik und lebte vor seiner Ehe keusch.

## In der Popkultur
Die US-amerikanische Rockband Godsmack veröffentlichte im Jahre 2010 das Lied Cryin’ Like a Bitch. Godsmacks Schlagzeuger Shannon Larkin holte sich die Idee für den Liedtitel, als er das Spiel zwischen den Oakland Raiders und den San Diego Chargers im American Football sah. Nach einem Fehlpass wurde Philip Rivers gezeigt, der an der Seitenlinie stand und weinte. Larkin, selbst Fan der Raiders, sagte daraufhin zum Sänger Sully Erna, dass er ein Lied namens Cryin’ Like a Bitch schreiben soll. Erna hielt dies für eine „krasse“ Idee.